# Spišská Belá
Pour les articles homonymes, voir Belá.
Spišská Belá (allemand : Zipser Bela ; hongrois : Szepesbéla ; Polonais : Biała Spiska) est une ville de la région de Prešov en Slovaquie, dans la région historique de Spiš.

## Démographie

### Évolution de la population
| Année:               | 1994. | 2004.   | 2014.   | 2024.   |
| -------------------- | ----- | ------- | ------- | ------- |
| Nombre de personnes: | 5798  | 6175    | 6568    | 6660    |
| Différence:          |       | +6,50 % | +6,36 % | +1,40 % |

| Année:               | 2023. | 2024.   |
| -------------------- | ----- | ------- |
| Nombre de personnes: | 6659  | 6660    |
| Différence:          |       | +0,01 % |

## Personnalités
- Joseph Petzval

## Villes jumelées
- Ozarov  Pologne
- Szczawnica  Pologne
- Brück  Allemagne (Brandenburg)